# Richard Conte
Richard Conte, właściwie Nicholas Peter Conte (ur. 24 marca 1910 w Jersey City, zm. 15 kwietnia 1975 w Los Angeles) – amerykański aktor.
 Wystąpił w ponad 100 filmach.

## Filmografia
- 1948: Dzwonić Northside 777 jako Frank Wiecek
- 1949: Złodziejski trakt jako Nico „Nick” Garcos
- 1955: Jutro będę płakać jako Tony Bardeman
- 1955: Wielki kartel jako Brown
- 1960: Ocean’s Eleven jako Tony Bergdorf
- 1965: Opowieść wszech czasów jako Barabasz
- 1972: Ojciec chrzestny jako Emilio Barzini